# Verkehrsüberwachung

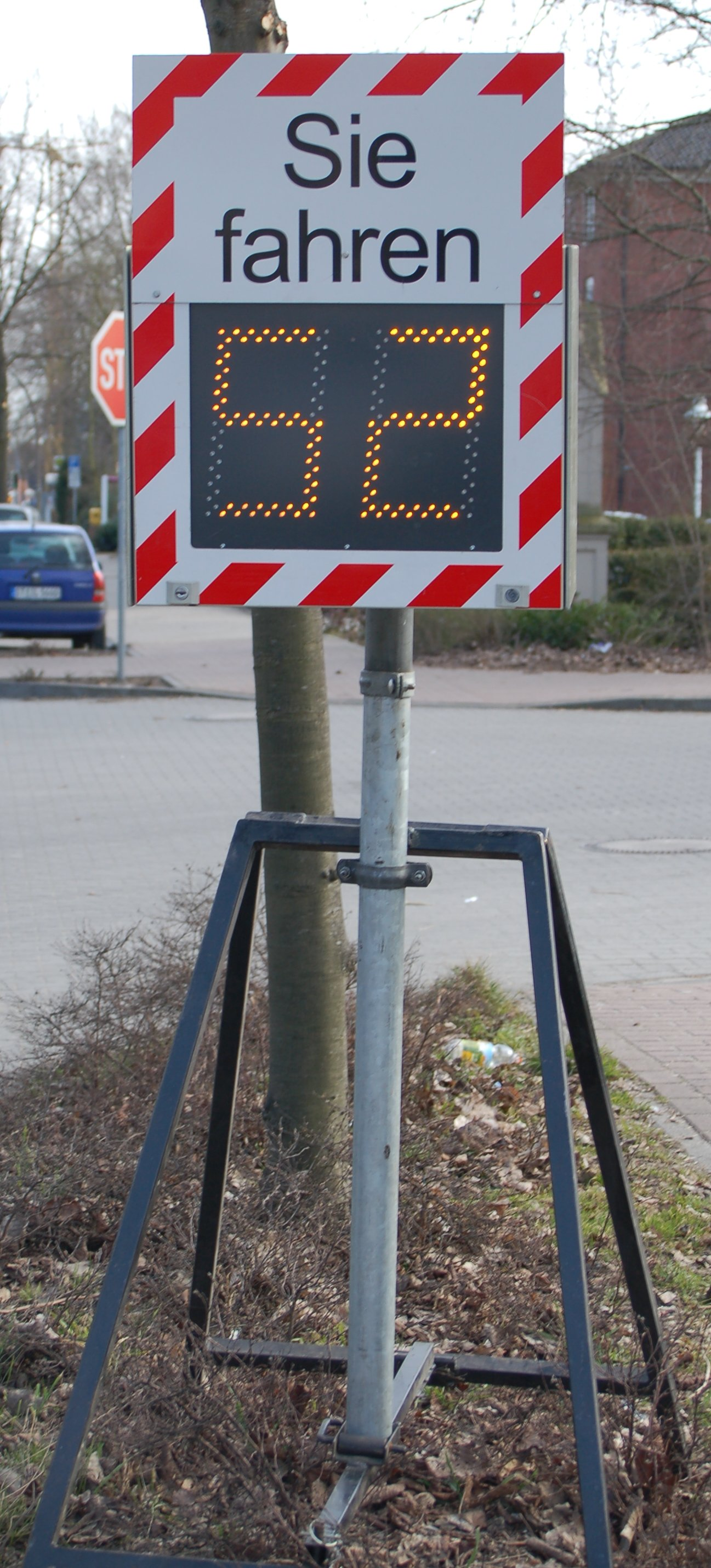
Geschwindigkeitsmessung zur Warnung bzw. Information

Mit Verkehrsüberwachung (Abkürzung: VÜ) ist ein Aufgabenspektrum des Gesamtauftrages der Polizei oder anderer Verkehrsbehörden gemeint, das folgende Gebiete umfasst:
- Gefahrenabwehr im Rahmen der polizeilichen Zuständigkeit.
- Verfolgung von Straftaten und Ordnungswidrigkeiten.
- Beobachtung des Verkehrsflusses, etwa zur Erkennung oder Vermeidung von Staus.

Die Verkehrsüberwachung umfasst präventive und repressive polizeiliche Aktivitäten im Verkehrsraum zur Erhöhung der Verkehrssicherheit. 
Die Aufgaben werden meist durch Angehörige der Verkehrspolizei wahrgenommen. Die Überwachung des ruhenden Verkehrs (Straßenverkehr) besorgen jedoch überwiegend die Kommunen (kommunale Verkehrsüberwachung; KVÜ). 
Zur Überwachung des fließenden Verkehrs gehört vor allem die Geschwindigkeits- und Abstandsmessung, im Volksmund auch „Radarfallen“ genannt, wenngleich hierfür neben dem Verkehrsradar auch noch andere Messverfahren wie Lichtschranken, Einseitensensoren oder Piezosensoren zum Einsatz kommen. 